# John Buchan
John Buchan (anglès: John Buchan, 1. Baron Tweedsmuir)  (Perth, 26 d'agost de 1875 - Montreal Neurological Institute and Hospital, 11 de febrer de 1940), 1er baró Tweedsmuir d'Elsfield, va ser un estadista britànic.
Va ser el quinzè governador general del Canadà, de 1935 a 1940. També advocat, és conegut sobretot com a editor i autor de novel·les d'espionatge, la més famosa de les quals és The Thirty-Nine Steps, publicada el 1915.

## Biografia

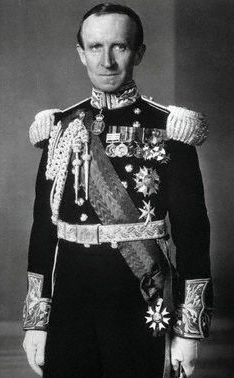
Baró Buchan amb l'uniforme de governador general del Canadà.

Fill d'un clergue calvinista, va rebre estudis de postgrau a la Universitat de Glasgow i al Brasenose College de la Universitat d'Oxford abans d'estudiar dret al Middle Temple.
Buchan va començar la seva carrera professional com a advocat a Londres. Havent esdevingut secretari de Lord Alfred Milner, el va acompanyar a Sud-àfrica just després de la Guerra dels Bòers que va enfrontar els britànics a colons d'origen holandès durant dos anys i mig entre 1901 i 1903, per participar en la reconstrucció d'aquest país. Aquesta fita on contraurà una infecció que l'esgotarà durant anys tindrà conseqüències en la seva vida d'escriptor. Allà freqüentarà els serveis secrets britànics, un dels agents dels quals, Edmund Ironside, servirà de model a Richard Hannay.
De tornada a Londres, va treballar en l'edició, amb Nelson a partir de 1907 on gairebé només va escriure una història de la guerra en 24 volums. Es casa amb Susan Grosvenor (1882-1977) de la petita aristocràcia el 15 de juliol de 1907, i publicarà molts llibres a partir de 1928. El seu germà, un alt funcionari de l'Índia britànica, va morir d'una infecció pulmonar el 1912 amb 32 anys.
El 1915, s'embarca en el periodisme que més s'adaptava al seu tarannà i al seu desig de testimoniar la vida i el sofriment dels homes. Va cobrir la Primera Guerra Mundial per a The Times.
L'any 1916 va entrar al Ministeri d'Afers Exteriors i va optar per una carrera més discreta però activa. Al front de la Somme, va coordinar l'esforç propagandístic i després es va convertir en el director del nou departament d'informació. A finals de 1917 es va jubilar per malaltia.

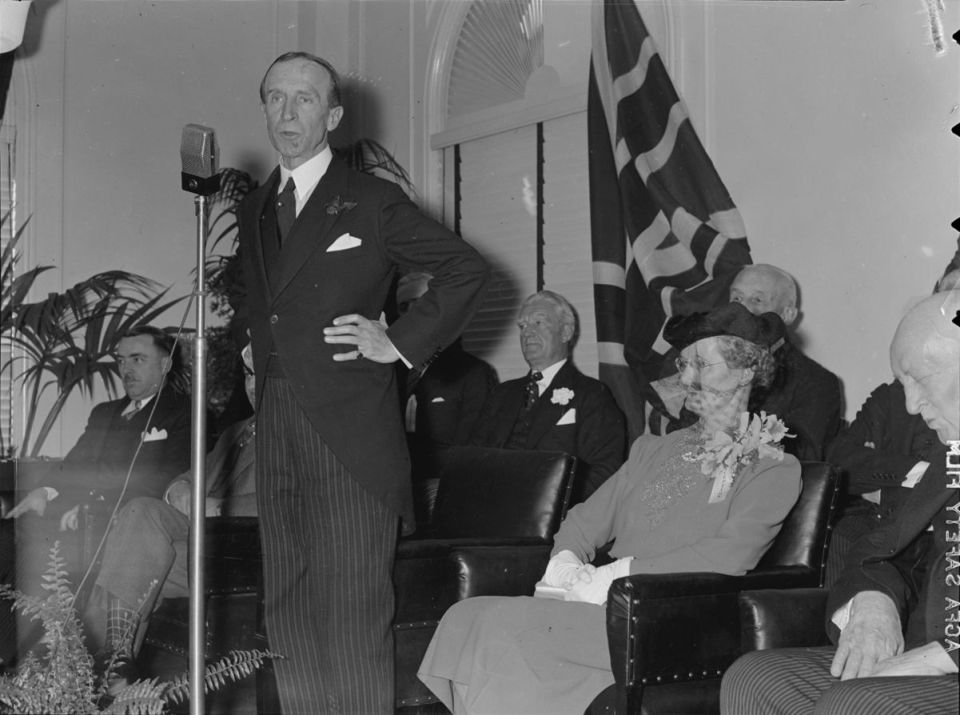
Lord John Buchan, governador general del Canadà, durant la seva visita a un centre de convalescència a Mont-real el 1938.

Paral·lelament a les seves activitats professionals i polítiques, va publicar biografies (Walter Scott, Oliver Cromwell i Juli Cèsar), assaigs (sobre l'Església d'Escòcia i les colònies britàniques a l'Àfrica) i textos autobiogràfics. Tanmateix, la notorietat de Buchan prové de les seves nombroses novel·les d'aventures (Prester John, Salute to Adventurers) i sobretot de les seves novel·les d'espionatge, entre les quals destaquen la sèrie de les cinc aventures de Richard Hannay, entre les quals The Thirty-Nine Steps (1915), adaptada al cinema el 1935 per Alfred Hitchcock) i The Three Hostages (1928).
Power Plant (1916) compta amb un altre heroi recurrent de Buchan, el jove advocat londinenc Edward Leithen.
El 1927, John Buchan va ser elegit al Parlament. L'any 1935, va ser nomenat governador general del Canadà, esdevingué al mateix temps baró i signà l'entrada a la guerra d'aquest domini durant la Segona Guerra Mundial el 1939, la seva dona es va convertir en la consort viceregnal del Canadà. Va rebre un doctorat honoris causa de quaranta-nou universitats, inclosa Oxford el 1934.
El 1936, va instituir els Premis Literaris del Governador General.
Va morir d'una hemorràgia cerebral a Mont-real l'11 de febrer de 1940. És reemplaçat al càrrec per Lyman Poore Duff, el president del Tribunal Suprem del Canadà que actua com a administrador del govern.

## Obres

### Novel·les

#### SèrieRichard Hannay
- Els trenta-nou esglaons (1915). Barcelona: Editorial Clandestina, 2023. Traducció de Sílvia Aymerich i Lemos[6] Barcelona: Ed. Laertes, 1991. Traduït per Montserrat Canyameres.
- Greenmantle (1916)
- Mr Standfast (1919)
- Els tres ostatges (1924)
- The Courts of the Morning (1929), Hannay només fa una breu aparició en aquesta novel·la
- Sick Heart River (1941), també titulat Mountain Meadow als Estats Units. En aquesta novel·la, Hannay només fa una breu aparició.

#### SèrieEdward Leithen
- The Power House (1916)
- La pista de ball (1926)
- John Macnab (1925)
- The Gap in the Curtain (1932)

#### SèrieDickson McCunn
- Huntingtower (1922)
- Castle Gay (1930)
- La casa dels quatre vents (1935)

#### Altres novel·les
- Sir Quixote of the Moors (1896)
- John Burnet of Barns (1898)
- No-Man's Land (1899)
- Grey Weather (1899)
- A Lost Lady of Old Years (1899)
- The Half-Hearted (1900)
- A Lodge in the Wilderness (1906)
- Prester John (1910)
- Salute to Adventurers (1915)
- The Island of Sheep (1919)
- The Path of the King (1921)
- Midwinter (1923)
- Witch Wood (1927)
- The Blanket of the Dark (1931)
- A Prince of the Captivity (1933)
- The Free Fishers (1934)

### Col·leccions de novel·les curtes
- The Watcher by the Threshold (1902)
- The Moon Endureth (1912), recueil incluant quelques poèmes
- The Runagates Club (1928)
- The Long Traverse (1941)

### Novel·les curtes
- Fountainblue (1901)
- The Company of the Marjolaine (1909)
- God's Providence (1910)
- The Grove of Ashtaroth (1910)
- The Lemnian (1911)
- The King of Orion (1912)
- Divus Jonhston (1913)
- Fullcircle (1920)
- The Railroad Raid (1923)
- The Loathly Opposite (1927)
- Sing a Song of Sixpence (1928)
- Skule Skerry (1928)
- Dr. Latius (1928)

### Biografies històriques
- Sir Walter Raleigh (1897)
- The Marquis of Montrose (1913)
- Andrew Jameson, Lord Ardwall (1913)
- Francis and Riversdale Grenfell: A Memoir (1920)
- Lord Minto: A Memoir (1924)
- The Man and the Book: Sir Walter Scott (1925)
- Montrose and Leadership (1930) - James Tait Black Memorial Prize
- Sir Walter Scott (1932)
- Julius Caesar (1932)
- Oliver Cromwell (1934)
- Augustus (1937)

### Assajos, obres històriques i fulletons
- Scholar-Gipsies (1896)
- A History of Brasenose College (1896)
- The African Colony (1903)
- The Law Relating to the Taxation of Foreign Income (1905)
- Some Eighteenth Century Byways (1908)
- Nine Brasenose Worthies (1909)
- What the Home Rule Bill Means (1912)
- Nelson's History of the War, en 24 vol. (1914-1919)
- Britain's War by Land (1915)
- The Achievement of France (1915)
- Ordeal by Marriage (1915)
- The Future of the War (1916)
- The Battle of the Somme, First Phase (1916)
- The Purpose of War (1916)
- The Battle of Jutland (1916)
- The Battle of the Somme, Second Phase (1917)
- These for Remembrance (1919)
- The Battle Honours of Scotland 1914–1918 (1919)
- The History of the South African Forces in France (1920)
- A History of the Great War (1922)
- A Book of Escapes and Hurried Journeys (1922)
- The Last Secrets (1923)
- The Margins of Life (1923)
- Days to Remember (1923)
- The History of the Royal Scots Fusiliers 1678–1918 (1925)
- Two Ordeals of Democracy (1925)
- The Fifteenth (Scottish) Division 1914-1919 (1925)
- Homilles and Recreation (1926)
- The Causal and the Casual in History (1929)
- The Kirk in Scotland, 1560-1929 (1930)
- Montrose and Leadership (1930)
- The Novel and the Fairy Tale (1931)
- Andrew Lang and the Borders (1932)
- The Massacre of Glencoe (1933)
- Gordon at Khartoum (1934)
- The King's Grace (1935)
- Naval Episodes Of The Great War (1938)
- The Interpreter's House (1938)
- Presbyterianism Yesterday, Today and Tomorrow (1938)
- Comments and Characters (1940)
- Canadian Occasions (1940)

### Poesia
- The Pilgrim Fathers (1898)
- Grey Weather (1899)
- Poems: Scots and English (1917)

### Autobiografia
- Memory Hold-The-Door (1940)

### Llibres infantils
- Sir Walter Raleigh (1911), versió infantil de la biografia històrica publicada el 1897
- The Magic Walking-Stick (1932)